# Розенфельд, Семён Ефимович
Семён Ефимович Розенфельд (7 января 1891, Одесса — 21 февраля 1959, Ленинград) — русский советский писатель и переводчик.

## Биография
Родился в бедной семье, начал работал с 12-летнего возраста. В 1907 году получил трёхлетний тюремный срок за участие в революционном кружке. В 1914—1915 гг. участник Первой мировой войны, тяжело ранен. В советское время работал в государственных учреждениях, с 1928 года занимался литературной деятельностью. Первая книга вышла в 1931 году. В годы Второй мировой войны в эвакуации в Перми, публиковался как публицист в газете «Звезда». Опубликованный в 1946 году роман «Доктор Сергеев», рассказывающий о медиках в госпиталях Великой Отечественной войны, подвергся критике в печати: «Никакого конфликта, вокруг которого развивалась бы тема, в „ Докторе Сергееве“ нет ни в профессионально-медицинской сфере романа, ни в сфере личных взаимоотношений героев»; прототипом одного из главных героев послужил известный пермский хирург Аркадий Фенелонов.
Помимо собственной прозы, выступал как переводчик (в том числе пьес Бернарда Шоу «Пигмалион» и «Лондонские трущобы»). Оставил мемуарный очерк об Алексее Толстом.

## Творчество
- Гибель, 1931
- Старинная повесть, 1934
- Баллада о тюрьме, 1939
- Окопы, 1939
- За семью замками. Повесть. // Литературный современник, 1941, № 6
- Гунны: Повесть, 1942
- Доктор Сергеев: Роман. — М.: Молодая гвардия, 1946. Л.: Сов. писатель. Ленинград. отд-ние, 1960.
- История одной любви, 1957
- Первая песня: Повесть, 1959
- Повесть о Шаляпине. М.: Гослитиздат, 1957, Лениздат, 196